# AN/PEQ-15雷射瞄準器
AN/PEQ-15（英語：Advanced Target Pointer/Illuminator/Aiming Light，簡稱：ATPIAL，意為：先進目標定點、照明及瞄準燈，國家庫藏編號：5855-01-534-5931）是一款由EOTECH所研製及生產、利用MIL-STD-1913戰術導軌裝上步枪上的雷射／红外线瞄準器（簡稱：LAM）系統，亦是AN/PEQ-2的縮小改進型版本。

## 美國軍方使用
該部件是按照軍用標準所製造，由2005年到目前正在美國軍隊之中服役，取代過去的AN/PEQ-2。這也是美国特種作戰部隊的第二代改進型套件（SOPMOD Block II）的一部分。能裝設在M4/M4A1卡賓槍、M16系列步槍、M249、M240、M2等機槍或Mk 19自動榴彈發射器以上使用。
該部件的改進型AN/PEQ-15A也被捷克軍隊和全球不同警察單位所採用，並且命名為DBAL-A2。

## 設計細節
AN/PEQ-15是AN/PEQ-2A的縮小改進型版本，體積比AN/PEQ-2A縮小50％。AN/PEQ-15本體的設計比較像倒過來的凹字，中間凹陷成MIL-STD-1913戰術導軌連接座以降低其高度；這樣設計亦使AN/PEQ-15本體安裝與武器上面時更貼近武器本體，不會因為受外力撞擊而造成固定座斷裂（AN/PEQ-2使用導軌連接時，後方基本上悬空，如果從後方受到撞擊，很容易就會折斷成兩截）。AN/PEQ-15只需使用一顆CR123电池供電，續航力較強。
AN/PEQ-15分別具有可見雷射／红外线雷射／红外线照明發射器，兩個較窄的發射口用於步槍的瞄準；另一個較寬的發射口用於發射紅外照明，就像一支手電筒般用以對準目標照射。而使用肉眼不可見的红外线激光時，目標上會産生一個非常小的紅色激光點，該激光點出現的位置附近的範圍就會是彈著點。但只適合陰暗處或晚上使用，而且必需利用被動式夜視裝備才能看到。每條雷射可以獨立歸零，以及可以獨立調整其照射的半径。這三種激光器的合併成為一個有8種手動操作模式開關的部件，它有這些模式：VIS AL、O、P、AL、DL、AH、IH和DH。
另外，模式開關並不會開動雷射瞄準器。頂部某槽凹按鈕設計裝置能夠一次簡單打開雷射或輕輕地轉動兩次雷射選擇轉盤直到停止使用，或者按三分之一的時間或通過轉換模式直到切換至開關。此外，還有一個外加的压力開關，可插入設備的後方，然後把压力開關放在幾乎任何一部份，只要電線受壓力開關的長度開關，通常長度是1.59英尺（48.46厘米）。當然，這種壓力開關的運作方式和凹槽按鈕相同。
AN/PEQ-15亦具有安全的藍色物理阻擋螺絲，它可以阻止轉動模式切換到任何高功率模式，這可防止造成任何眼睛上的損傷。只要將螺絲拆卸下來就可使用高功率模式。

## 光學規格和尺寸
- 長度：116.84毫米（4.6英寸）
- 寬度：71.12毫米（2.8英吋）
- 高度：40.64毫米（1.6英吋）
- 重量（連電池）：212.62克（7.5盎司）
- 電池：3伏特CR123
- 電池壽命：在25°C（77°F）的雙重高溫下可持續長達6小時或以上

可見雷射：
- 輸出功率：4毫瓦（3A級）
- 光束發散度：0.5毫弧度
- 波長：605—665纳米
- 範圍：＞25米

红外线雷射：
- 輸出功率（低功率）：0.6毫瓦（1級）
- 輸出功率（高功率）：25毫瓦（3b級）
- 光束發散度：0.5毫弧度
- 波長：820—850纳米
- 範圍（低功率）：＞600公尺
- 範圍（高功率）：＞800公尺

红外线照明：
- 輸出功率（低功率）：＜3.5毫瓦（3A級）
- 輸出功率（高功率）：30毫瓦（3B級）
- 光束發散度：1—105毫弧度（分鐘）
- 波長：820—850纳米
- 範圍：＞2,000公尺

## 使用國
- 阿富汗
  - 阿富汗國民軍：主要由特種部隊和突擊隊所使用。
  - 阿富汗內務部警察特別單位總司令部
  - 阿富汗國家安全局
- 阿富汗伊斯蘭酋長國
  - 伊斯蘭酋長國軍：主要由特種部隊單位使用。
  - 阿富汗內務部警察特別單位總司令部
  - 情報總局（英语：General Directorate of Intelligence）
- 阿尔巴尼亚
  - 阿爾巴尼亞陸軍（英语：Albanian Army）特種作戰團（英语：Special Operations Regiment (Albania)）
- - 澳洲國防軍：目前正被AN/PEQ-16B（英语：AN/PEQ-16）逐步取代中。
- 比利时
  - 比利時陸軍（英语：Belgian Land Component）特種作戰圑（英语：Special Operations Regiment (Belgium)）
- 保加利亚
  - 聯合特種作戰司令部（英语：68th Special Forces Brigade (Bulgaria)）
- 加拿大
  - 加拿大軍隊
- - 克羅地亞軍隊
- 捷克
  - 捷克陸軍（英语：Czech Army）第601特種部隊群（英语：601st Special Forces Group）
- 法國
  - 法國特種作戰司令部（英语：Special Operations Command (France)）
- - 喬治亞武裝部隊特種作戰部隊（英语：Georgian Special Operations Forces）
- 希腊
  - 希臘陸軍特種部隊
  - 希臘海軍水下爆破司令部（英语：Underwater Demolition Command）
- 匈牙利
  - 匈牙利國防軍
- 印度尼西亞
  - 印尼軍隊特種部隊
- 伊拉克
  - 伊拉克特種作戰部隊
- 愛爾蘭
  - 愛爾蘭陸軍遊騎兵聯隊
- 義大利
  - 義大利特種部隊（英语：Italian Special Forces）
- 以色列
  - 以色列國防軍偵察部隊（英语：Special forces of Israel）
- 日本
  - 陸上自衛隊特殊作戰群
- 马来西亚
  - 馬來西亞陸軍第21特勤群（英语：21st Special Service Group）
- 摩尔多瓦
  - 摩爾多瓦陸軍（英语：Moldovan Ground Forces）特種部隊
- 荷蘭
  - 荷蘭軍隊
- 新西兰
  - 紐西蘭國防軍
- 挪威
  - 挪威國防軍
- 巴基斯坦
  - 巴基斯坦陸軍特別勤務群（英语：Special Service Group）
- 菲律賓
  - 菲律賓特種部隊
- 波蘭
  - 特種軍司令部（英语：Polish Special Forces）
- 葡萄牙
  - 葡萄牙陸軍（英语：Portuguese Army）特種作戰軍中心（英语：Special Operations Troops Centre）
- 中華民國
  - 中華民國特種部隊
- 羅馬尼亞
  - 羅馬尼亞軍隊特種部隊
- 俄羅斯
  - 聯邦安全局特別用途中心：有限使用LA5/PEQ。
- 沙烏地阿拉伯
  - 沙特皇家軍隊特種部隊
- 斯洛維尼亞
  - 斯洛文尼亞軍隊（英语：Slovenian Armed Forces）特種部隊
- - 索馬里陸軍（英语：Somali Army）特種部隊
- - 大韓民國陸軍第707特殊任務團
  - 大韓民國海軍特戰戰團
- 西班牙
  - 西班牙軍隊
- 瑞士
  - 瑞士軍隊特種部隊
- 瑞典
  - 瑞典國防軍特別行動任務組
- 泰國
  - 泰國軍隊特種部隊
- 突尼西亞
  - 特警單位
- 乌克兰
  - 烏克蘭特種作戰部隊
- 英国
  - 英國特種部隊
- 美国
  - 美國軍隊
  - 中央情報局
  - 部分執法機關

## 流行文化

### 電影
- 2011年—：加裝於特工威爾克斯（Wilkes，費爾南多·堅飾演）所使用的Mk 14 Mod 1以上。
- 2012年—《海豹六隊：突襲奧薩馬·本·拉登（英语：Seal Team Six: The Raid on Osama Bin Laden）》：在突襲奥萨马·本·拉登的行動期間加裝於美國海軍特種作戰開發組隊員所使用的HK416（部份為使用HK416上機匣的M4A1）以上。
- 2014年—《美國狙擊手》：加裝於M16A4、Mk 18 Mod 0、SR-25和Mk 48 Mod 0以上，分別由美國海軍陸戰隊偵察兵、海豹部隊丹德里德／「D」（Dandridge／「D」，科里·哈德里克飾演）、萊恩·約伯（Ryan Job，傑克·麥克道曼飾演）和道比爾（Dauber，凱文·洛茲飾演）所使用。
- 2016年—：加裝於M4A1、突出武器國際GRY步槍及HK416以上：
  - M4A1由傑克·席維亞、馬克·「奧茲」·蓋斯特、戴夫·「布恩」·班頓、克里斯·「坦托」·帕倫多、約翰·「提格」·提根和CIA員工所使用。
  - 突出武器國際GRY由泰羅恩·S·「羅恩」·伍茲（Tyrone S. "Rone" Woods）所使用。
  - HK416由兩名三角洲部隊幹員所持有。
- 2016年—：加裝於瑞克·弗萊格（Rick Flag，喬爾·金納曼飾演）所使用的HK416以上。
- 2025年—《戰役》：安裝在M4A1及Mk 46／Mk 48上，由海豹部隊成員所使用。

### 電子遊戲
- 2005年—：加裝於傑克·克勞瑟（Jack Krauser）所使用的B&T MP9戰術衝鋒槍以上。
- 2009年—及重製版：安裝在FAMAS以上，無法實際使用。
- 2012年—：命名為“鐳射瞄準器”，為單機及聯機模式中可用改裝之一，能夠安裝於多款武器上使用。
- 2012年—：安裝在部份武器以上，在聯機模式中没實際功能。
- 2013年—：安裝在ARX-160以上，僅於聯機模式才可實際使用。
- 2013年—《4》：以“雷射燈組合”的名義作為可用配件登場，奇怪地具有戰術燈功能。
- 2015年—：部份武器使用“鐳射瞄準器”改裝後會裝上PEQ-15。
- 2015年—《戰術小隊》：安裝在部份美軍武器之上。
- 2016年—《逃離塔科夫》：作為一款可用配件登場。
- 2018年—《地面部隊》：作為部份武器的一款可用配件登場，具備可見雷射及紅外雷射功能。
- 2021年—《嚴陣以待》：作為部份武器的一款可用配件登場，僅具備紅外雷射功能。

## 資料來源
1. ↑  .   [2013-07-03]. （原始内容存档于2014-02-22）.

- （英文）—AN-PEQ-15-ATPIAL.docx - AN-PEQ-15-ATPIAL.pdf
- （繁體中文）—Yahoo!奇摩部落格—AN/PEQ-15 ATPIAL - Airman 1st. Class

## 外部連結
- （英文）—
- （英文）—L-3 Warrior Systems Home－AN/PEQ-15 (LA-5/PEQ and LA-5A/PEQ) ATPIAL
- （英文）—AN/PEQ-15 (ATPIAL)
- （英文）—an/peq-15 - Advanced target pointer / illuminator / aiming laser 〔atpial〕

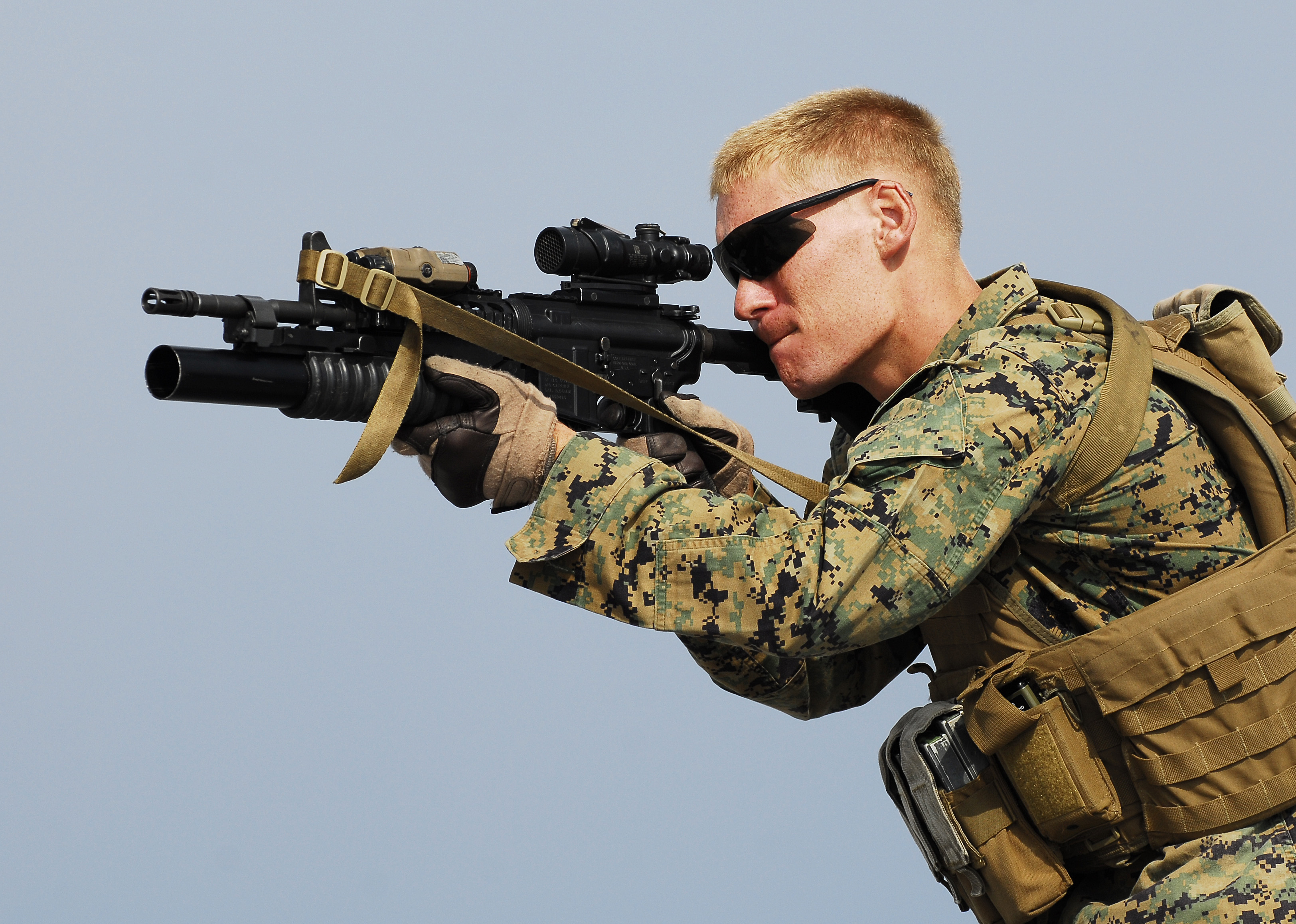
美國海軍陆战队美國海軍陸戰隊遠征隊進行武器射擊訓練，圖中的M4卡賓槍裝有AN/PEQ-15

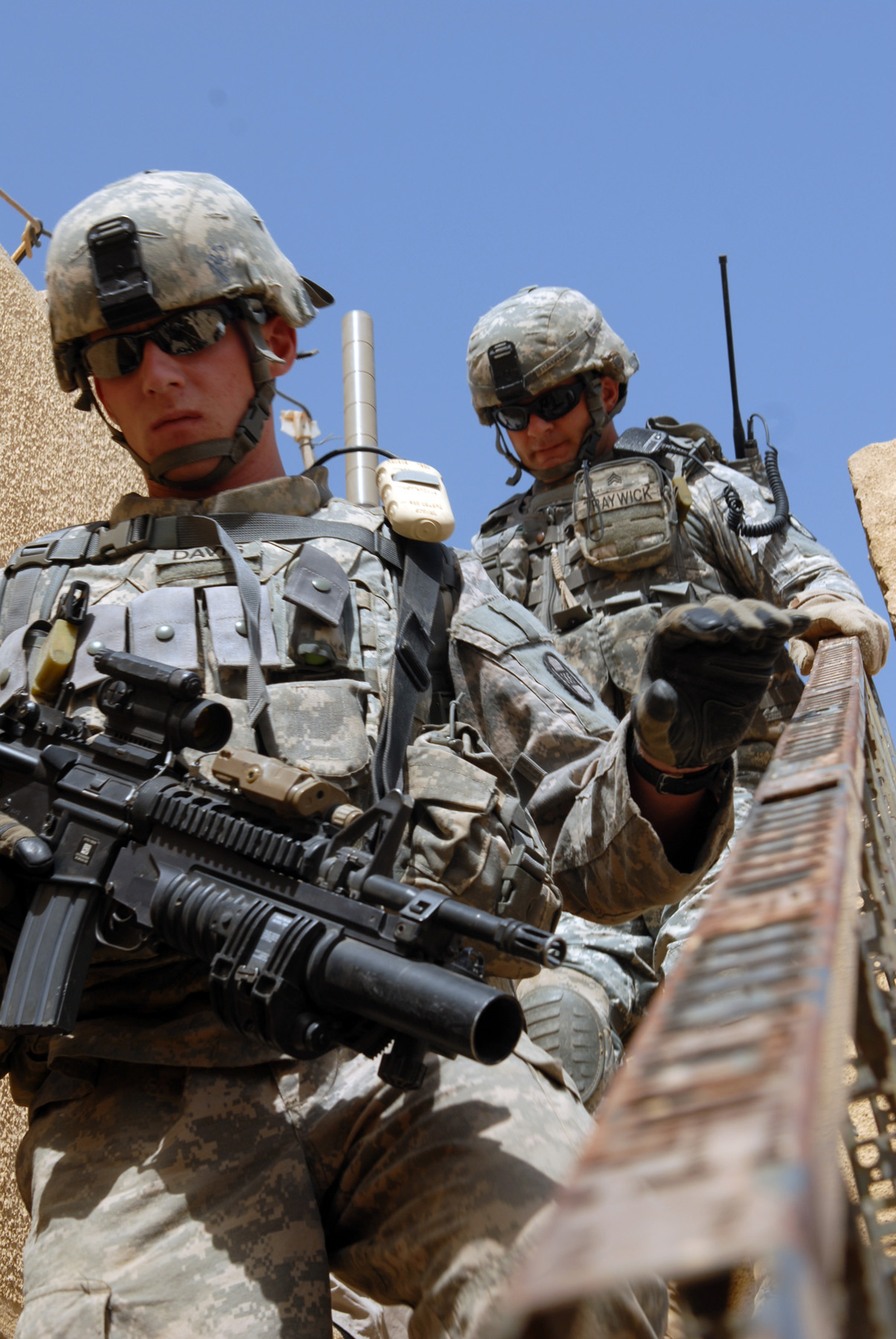
圖中的M4卡賓槍裝有AN/PEQ-15、Aimpoint Comp M4和M203

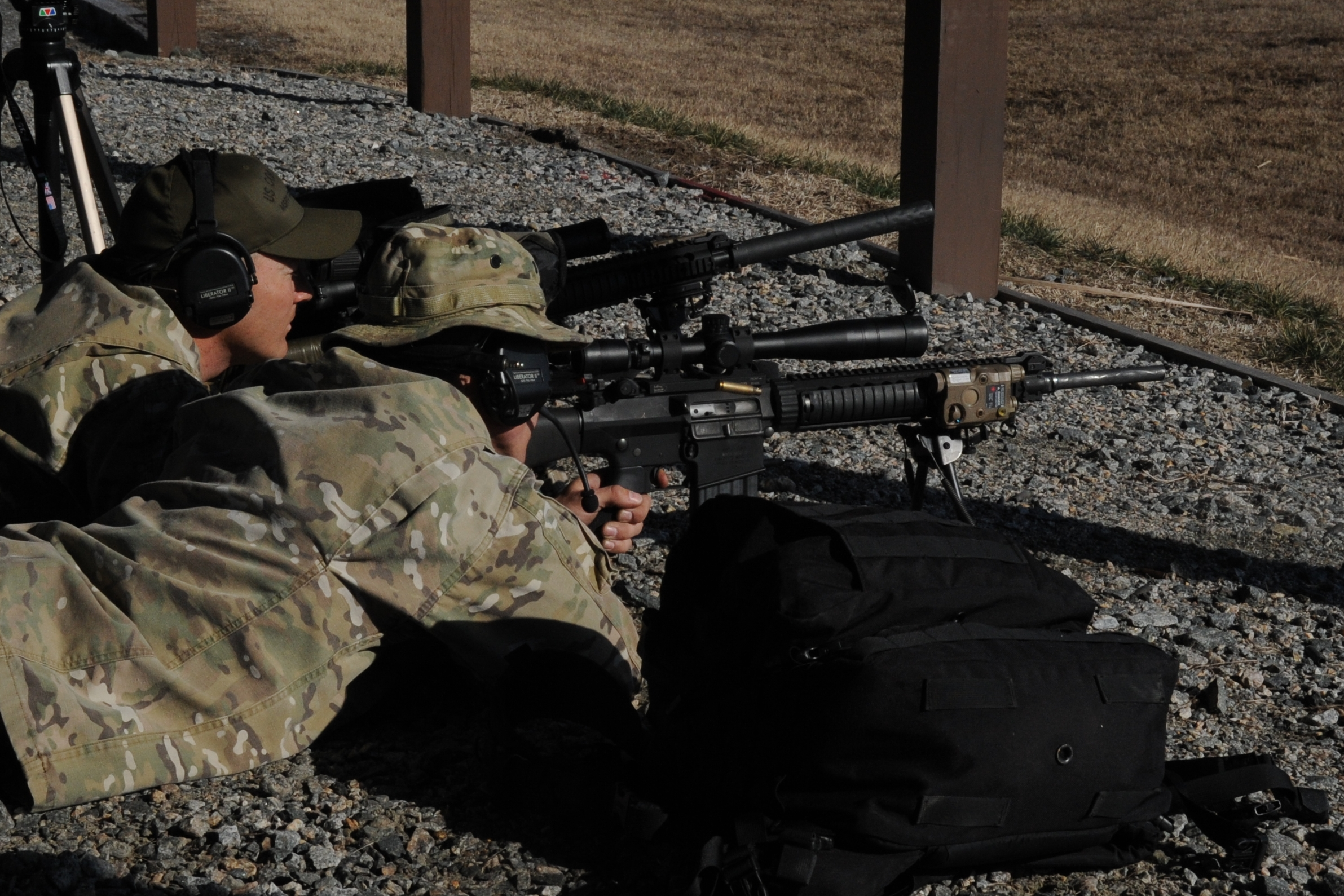
圖中海上保安應變隊的狙擊手使用的SR-25狙擊步槍裝有AN/PEQ-15

- （英文）—L3/ Tactical Night Vision Company－Insight ATPIAL (AN/PEQ-15) Advanced Target Pointer/Illuminator Aiming Laser（页面存档备份，存于）
- （英文）—The Firearm Blog.com—
  - Civilian AN/PEQ-15 (ATPIAL-C) by TNVC & L-3 Coming Soon（页面存档备份，存于）
  - L3’s Next Generation Aiming Laser（页面存档备份，存于）
- （简体中文）—D Boy Gun World（槍炮世界）—AR-15/M16专辑—典型的瞄准装置（页面存档备份，存于）